# 311P/PANSTARRS
311P/PANSTARRS è una cometa periodica appartenente alla famiglia delle comete della fascia principale.
Al momento della scoperta è divenuta subito famosa perché esibì sei code di polvere, ognuna di esse originata nel corso di un singolo evento durante un periodo di circa 5 mesi precedente alla scoperta dell'oggetto. La polvere che costituiva le code aveva dimensioni comprese tra i 10 e i 100 µm (micrometri) ossia tra gli 0,01 e gli 0,1 millimetri.
Si ritiene che sia un asteroide relativamente piccolo del diametro di circa 480 m, appartenente alla famiglia di asteroidi di Flora, in forte rotazione i cui materiali superficiali, già debolmente legati al corpo centrale a causa della forza centrifuga, sono periodicamente investiti e spazzati dal vento solare.